# 兵庫ブルーサンダーズ (女子)
兵庫ブルーサンダーズ(ひょうごブルーサンダーズ)は、兵庫県三田市に本拠地を置く日本の女子硬式野球チーム。

## 概要
関西独立リーグに所属していた兵庫ブルーサンダーズ（現・兵庫ブレイバーズ）の女子チームとして、2019年に発足した。活動は2020年2月より活動を始める。2021年以降はチームは兵庫ブレイバーズとは別の経営となっている（詳細後述）。
台湾人の選手も所属しており、女子野球W杯・世界大会の台湾代表選手も含まれる。
「野球と仕事の両立」をモットーとしており、ユニフォーム等の支給、寮や食事、ジムや整骨院などの支給は球団が行い、所属選手は三田市の洋菓子店「パティシエ エス コヤマ」で正社員として働くことが可能である。

## 歴史
独立リーグチームだった兵庫ブルーサンダーズ（現：兵庫ブレイバーズ）が、2019年に女子硬式野球チームを発足させた（関西女子硬式野球野球リーグへの参加は2020年2月）。
2020年からは女子チームの運営は、独立リーグチームとは分離された。独立リーグの兵庫ブルーサンダーズは2021年シーズンから「神戸三田ブレイバーズ」に改称したが、当チームは従来の名称を変更せず、名実ともに別チームの扱いとなった。
2021年から女子野球チームのみに絞って、三田市にフランチャイズを置き活動をしている。
2021年12月には関西独立リーグ及び兵庫ブレイバーズ公式ホームページで「一般社団法人兵庫ブルーサンダーズが現在運営している球団は、「兵庫ブレイバーズ」のみ」「一般社団法人兵庫ブルーサンダーズと女子硬式野球チームの「兵庫ブルーサンダーズ」とは、無関係です」と明言されている。（2023年9月から、球団名と同じ法人名に変更され、紛らわしさが改善された。）
2022年3月、今シーズンより日本の野球界では初となる女性専用のユニフォームを使用することを発表した。
2022年3月15日、新入団選手の入団会見が行われ、「日本一スタイルのいい野球選手」というキャッチコピーでモデル、女優として活動し、元RIZINガールの椿梨央の入団が発表された。
2023年2月、前兵庫ブレイバーズ監督の橋本大祐が投手コーチに就任することが発表された。

## 所属選手・スタッフ
2024年度。

### 監督・コーチ・スタッフ
| 名前     | 背番号 | 投打       | 備考 |
| -------- | ------ | ---------- | ---- |
| 山﨑章弘 | 66     | 監督       |      |
| 橋本大祐 | 56     | 投手コーチ |      |
| 福元竜也 | 52     | コーチ     |      |

### 投手
| 名前                     | 背番号 | 投打 | 備考             |
| ------------------------ | ------ | ---- | ---------------- |
| ファン チャオユン 黄巧芸 | 6      | 左左 | 台湾人選手(代表) |
| 阿部なこ                 | 15     | 右右 |                  |
| 溝上玲菜                 | 21     | 左左 |                  |
| 大浦光莉                 | 34     | 左左 |                  |

### 捕手
| 名前     | 背番号 | 投打 | 備考           |
| -------- | ------ | ---- | -------------- |
| 成田朝陽 | 2      | 右右 |                |
| 芝田未来 | 82     | 右右 |                |
| 郡山優羽 | 46     | 右右 | 2024年度新入団 |

### 内野手
| 名前       | 背番号 | 投打 | 備考                  |
| ---------- | ------ | ---- | --------------------- |
| 能登ゆいな | 5      | 右左 |                       |
| 小木曽結日 | 31     | 右右 | 2024年度新入団        |
| 浅井明香里 | 51     | 右右 |                       |
| 河野みはる | 25     | 右両 | 2024年度新入団,SB選手 |
| 西村咲希   | 99     | 右右 |                       |

### 外野手
| 名前                     | 背番号 | 投打 | 備考                  |
| ------------------------ | ------ | ---- | --------------------- |
| 山本莉暖                 | 7      | 右右 | 2024年度新入団,SB選手 |
| 福山実音                 | 18     | 右右 | 2024年度新入団,SB選手 |
| チェン シャオメイ 陳暁梅 | 24     | 右左 | 台湾人選手(代表)      |
| 本田梨々花               | 27     | 右右 | 2024年度新入団        |
| 平田美優希               | 38     | 右右 |                       |

## スポンサー
2022年時点では、23の企業や事業者がスポンサーとなっている
。ほかに、ポニーリーグの試合時のみスポンサーとなる企業・団体が4つある。

## 提携
三田市少年軟式野球協会とパートナーシップ提携を結んでいる。